# HAPPY BIVOUAC
『HAPPY BIVOUAC』（ハッピー・ビバーク）はロックバンド、the pillowsの8枚目のアルバム。

## 概要
当時のthe pillowsは作品をリリースするペースが早く、このアルバムは『RUNNERS HIGH』に続く同年二枚目のアルバムである。今作からthe chewinggum weekendより鈴木淳がサポートベーシストとして参加。鈴木は2014年『ムーンダスト』まで15年以上携わることとなる。
the pillowsのアルバムは、表題曲はラスト又はラスト手前に位置しているものが殆どであるが、このアルバムでの表題曲は先頭にあり、当時のthe pillowsのアルバムとしては異例であった。
ボーカルの山中さわおは、当時アメリカのオルタナティヴ・ロックバンドであるピクシーズをフェイバリットに挙げていた。「Back seat dog」はピクシーズの楽曲「Here Comes Your Man」のオマージュであり、楽曲を似せて作られている。楽曲の最後に山中が「Here Comes Your Man」と曲名を出して歌っていることによって故意で似せているということが見受けられる。また、「Kim deal」は同名の元ピクシーズのベーシストであるキム・ディールを想って作られている。ちなみに山中は、現在キム・ディールの活動しているバンドであるブリーダーズの来日時にこのアルバムを彼女に贈っている。
「Crazy Sunshine」、「Funny Bunny」の2曲については前々作・LITTLE BUSTERSの制作段階ですでに曲は出来ており、プロデューサー吉田仁から歌詞をつけて完成させるように指示を出されていたが、山中が「間に合わせで歌詞を埋めるような作業は出来ない」と固辞したために見送られ、代わってパンチのある曲としてHello,Welcome to Bubbletown's Happy Zoo(Instant show)、LITTLE BUSTERSの2曲が制作されたという経緯がある。

## 収録曲
作詞･作曲：山中さわお（全曲）
1. HAPPY BIVOUAC
2. RUSH
  - 16thシングル
  - ベスト・アルバム『Once upon a time in the pillows』にも収録。
3. LAST DINOSAUR
4. カーニバル
  - 15thシングル
  - ベスト・アルバム『Fool on the planet』にも収録。
  - PVは猿島で撮影されている。
5. Our love and peace
6. Crazy Sunshine
7. Back seat dog
  - noodlesのYOKOがコーラスで参加している。
8. Kim deal
9. Funny Bunny
  - アニメ『フリクリ』や『SKET DANCE』で使用された。
10. Beautiful morning with you
11. Advice